# CD1c
T-cell surface glycoprotein CD1c ist ein Oberflächenprotein.

## Eigenschaften
Es wird unter anderem in kortikalen Thymozyten und bei manchen T-Zell-Leukämien gebildet. CD1c ist im Zuge der adaptiven Immunantwort beteiligt an der Antigenpräsentation von Lipid-, Lipopeptid- und Glykolipid-Antigenen gegenüber den T-Zell-Rezeptoren von T-Zellen. Es bindet neben Lipiden auch an Beta-2-Mikroglobulin. CD1c ist glykosyliert und besitzt Disulfidbrücken.